# Banderes del Kurdistan
Històricament hi ha hagut diverses banderes del Kurdistan (en kurd: Alaya Rengîn) .
Les banderes històriques són les de l'emirat de Soran, blanca i negra, i la del regne del Kurdistan, verda amb cercle vermell i mitja lluna blanca. La bandera és prohibida a l'Iran, Síria i Turquia perquè s'associa amb el nacionalisme kurd. És la bandera oficial del Kurdistan Iraquià.
El 1920 la societat Khoyboun o Hoyboun, ("independència") va dissenyar una nova bandera per representar els kurds; aquesta bandera fou presentada a la Conferència de pau de París i tenia tres colors horitzontals (verd, blanc i roig, o roig, blanc i verd) amb el sol al centre, elegit com a símbol pel Khoyboun. El tractat de Sevres va reconèixer als kurds el dret a un estat propi, però mai es va realitzar i el xeic Mahmud Barzanji va retornar a la bandera tradicional del segle anterior pel seu regne del Kurdistan (1922-1924, i de fet fins a 1932).
El 1927 els kurds van utilitzar aquesta bandera pel seu govern a l'exili i amb un petit afegit al sol (que posava de manifest que només una part dels kurds quedaven sota aquesta bandera) fou utilitzada com a bandera per la república de l'Ararat (1928), aniquilada pels turcs el 1931. En aquest temps sembla que predominava la franja verda a la part superior. El 1937-1938 va aparèixer altre cop a Dersim junt a la bandera dels zazes.
La bandera amb la franja vermella a la part superior, fou utilitzada el 1946 per la república de Mahabad, amb l'escut al centre com a bandera cerimonial i amb el sol amb un nou disseny, amb rajos curts i llargs en nombre de 16 o de 32.
Els kurds no van oblidar aquesta bandera i fou utilitzada a l'exili a la Unió Soviètica, a l'emigració o a la clandestinitat. El 1958 va tornar a aparèixer a l'Iraq ara predominant amb el sol de rajos rectes i flamejats alternats en nombre de 16 o de 32. Va estar en ús arreu del Kurdistan fins al 1975 i a les zones de predomini del Partit Democràtic del Kurdistan del 1975 al 1992. La Unió Patriòtica del Kurdistan utilitzava amb preferència la bandera de tres colors horitzontals, verd, groc i vermell. El govern autònom del Kurdistan sota control del partit Baas de l'Iraq no tenia bandera oficial.
El 1992 la bandera vermella, blanca i verda amb el sol al centre va esdevenir oficial però no regulada. Es coneixen nombroses variants amb un nombre de rajos del sol variables entre 11 i 32 (molt freqüents els de 16, 18, 29 i 32). La regulació data del 1999 que va establir el nombre de raigs en 16, tots rectes i de la mateixa llargada.

## Galeria

Bandera de l'Emirat de Soran (1816 - 1835)
Bandera del Regne del Kurdistan (1922 - 1924)
Bandera de la República de l'Ararat, 1927-1930
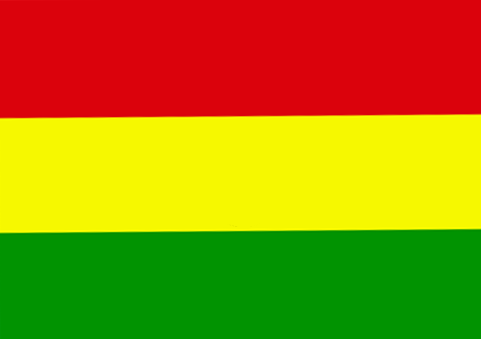
Bandera dels kurds utilitzada per la UPK del 1975 al 1992.
Bandera del Kurdistan del Sud

## Banderes de partits polítics

Bandera de Kongra Gel
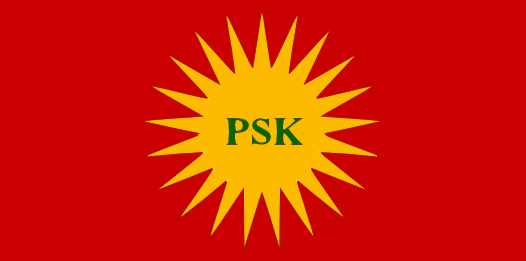
Partit Revolucionari del Kurdistan Partiya Şoreşa Kürdistan (PŞK)
Partit dels Treballadors del Kurdistan (PKK); bandera actual
Partit dels Treballadors del Kurdistan; antiga bandera
Partit per una Vida Lliure al Kurdistan (PJAK)
Koma Civakên Kurdistan (KCK)